# L'idiota (film 1946)
L'idiota (L'idiot) è un film del 1946 diretto da Georges Lampin e basato sul romanzo L'idiota (Идиот) di Fëdor Dostoevskij.

## Trama
Il principe Miichkin ha 27 anni quando torna a Pietroburgo dopo aver trascorso diversi anni in un sanatorio in Svizzera per curare la sua epilessia.